# Palafreniere

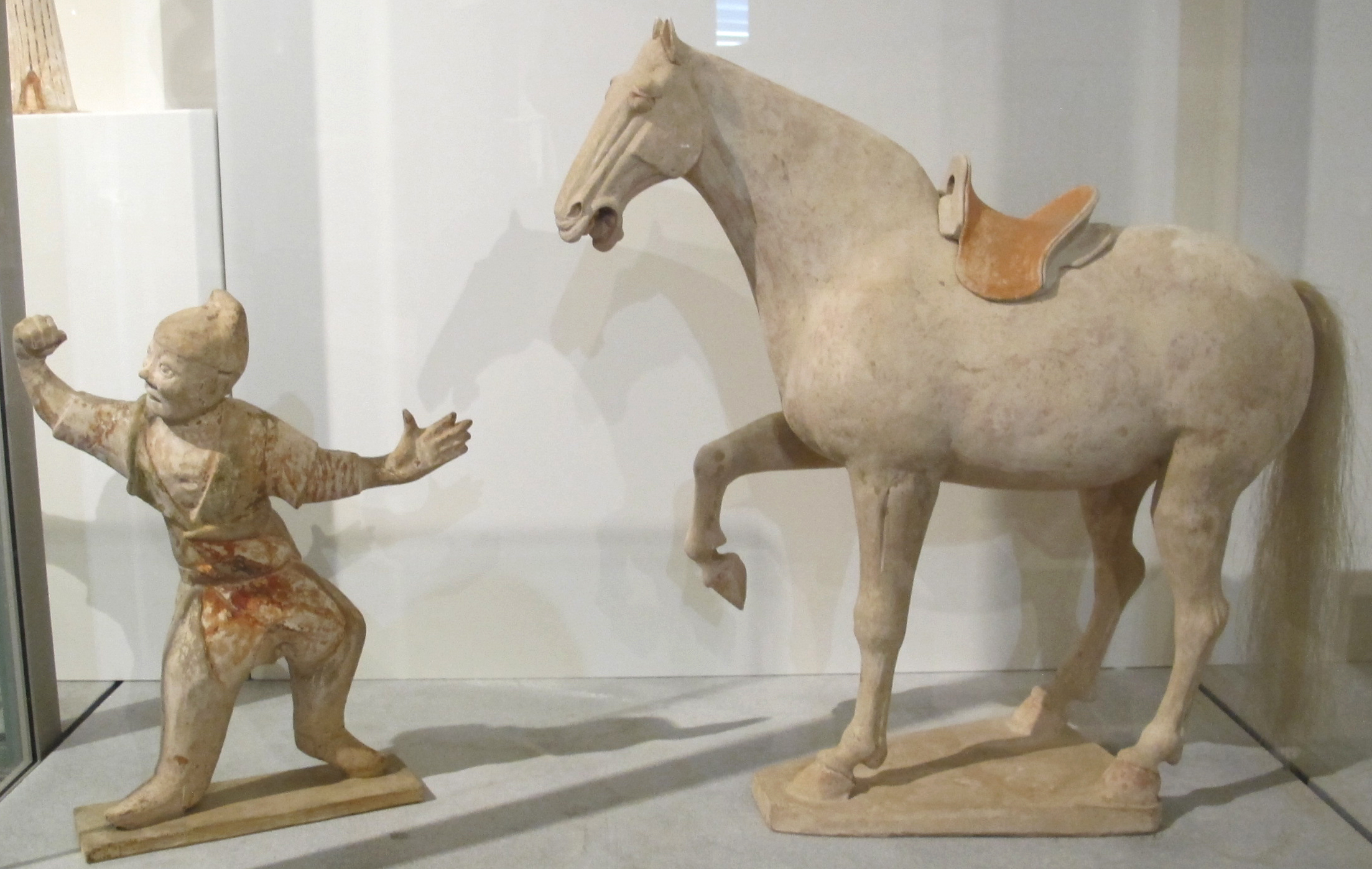
Dinastia tang, cavallo sellato e palafreniere, Cina del nord, VIII secolo.

Un palafreniere è colui che presiede alla gestione e all'aiuto della vita di un cavaliere e dei catafratti.

## Storia

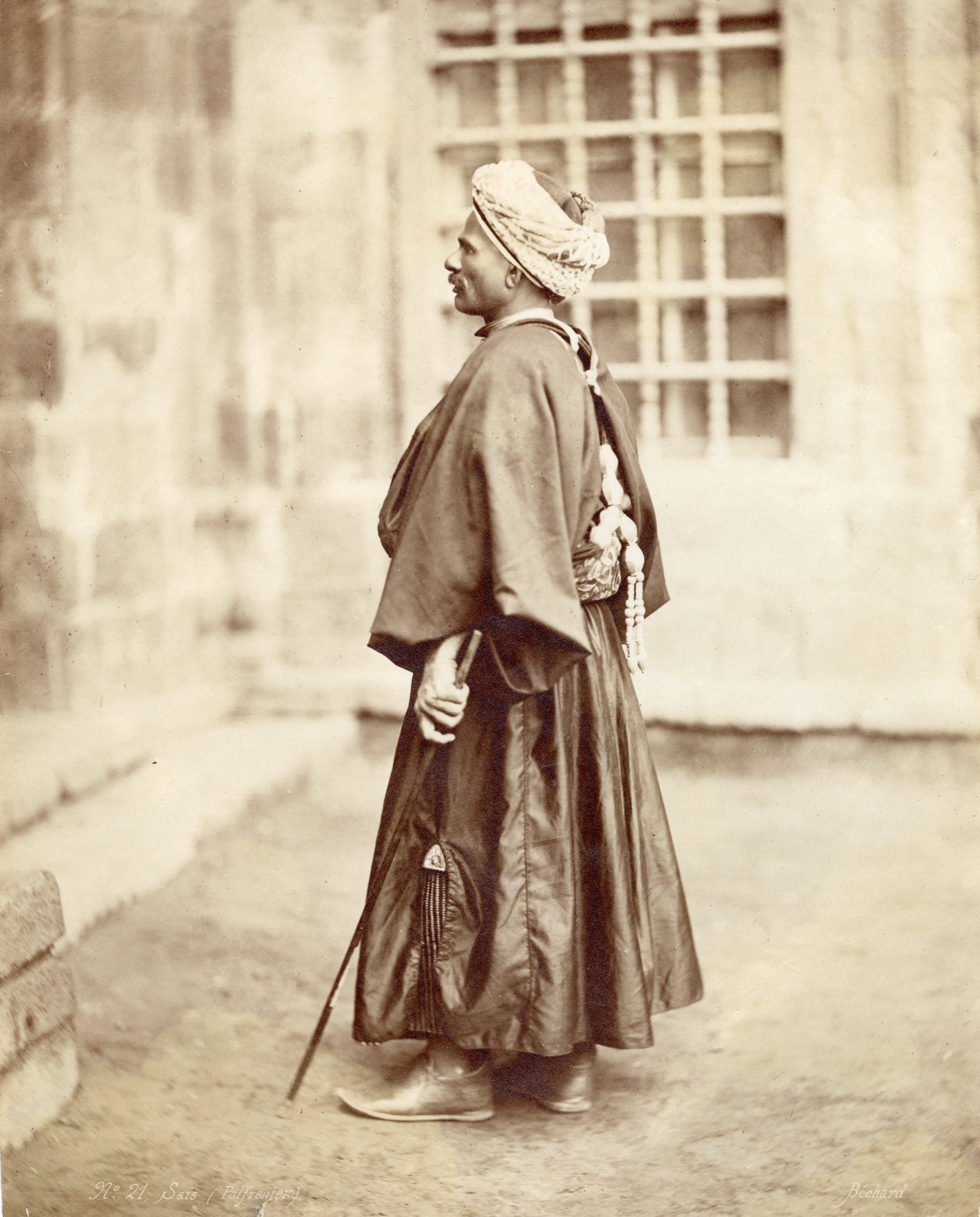
Palafreniere in abito tradizionale in Egitto, 1870-1880.

Nel corso dei secoli ha assunto diverse funzioni, ma le mansioni principali erano la custodia e la cura del cavallo, dell'equipaggiamento del cavaliere e la cura della persona stessa del cavaliere. I palafrenieri erano molto ricercati nel medioevo.
Nell'Impero bizantino, Basilio I il Macedone prima di essere imperatore fu palafreniere.